# 罗伯托·弗雷斯内多索
罗伯托·弗雷斯内多索（西班牙語：Roberto Fresnedoso，1973年1月15日—），西班牙男子足球运动员，司职中场。他曾代表西班牙国奥队参加1996年夏季奥林匹克运动会足球比赛，获得第六名。